# Elisabeth von Wedel-Bérard
Elisabeth von Wedel-Bérard, Wilhelmine Emilie Elisabeth Gräfin von Wedel-Bérard (* 27. Dezember 1848; † 18. September 1905 in Lörrach), war eine deutsche Schriftstellerin.

## Leben
Gräfin Wedel-Bérard („die schöne Gräfin Wedel“) war zwischen dem 24. November 1879 und dem Februar 1884 mit dem Major Hermann Berthold Theodor Graf von Wedel (* 29. Juni 1839 in Oldenburg (Oldb), † 22. Juli 1909 in Lausanne) verheiratet, einem Bruder des Landrats Wilhelm und des Diplomaten Karl von Wedel. Ein Spross dieser Verbindung war möglicherweise der seit 1904 in Australien lebende, 1934 in England eingebürgerte Musiker Carl Joachim von Wedel (1879 Hannover – 1952 Norwich).
Seit 1886 lebte sie in einer Wohngemeinschaft mit Reza Khan Geranmayeh Moayyedossaltaneh, dem persischen Gesandten in Berlin, und korrespondierte derweil mit Kaiser Wilhelm. Fünf der in diesem Zusammenhang gefertigten Autographen inspirierten sie später beim Abfassen ihres ein gewisses Aufsehen erregenden Werks:
- Aus den Katakomben!! Historische Liebes-Aventüren meiner Vorfahren. Caesar Schmidt, Zürich 1901.
- Meine Beziehungen zu S.M. Kaiser Wilhelm II. : die Wahrheit über Graf Waldersee! / Dreyfus rehabilitiert durch W.E. Elisabeth, geschiedene Gräfin von Wedel-Bérard. Caesar Schmidt, Zürich 1900.

Aus der Ehe, die sie bald danach zwischen 1887 und 1890 mit Alexander Schlarbaum führte, gingen zwei Kinder hervor. Die Geschichte des Breslauer Theaters von 1841 bis 1900 vermerkt für die Spielzeit 1887/88: „Am Sylvesterabend [...] waren drei Einakter von Emily Elisabeth Schlarbaum, einer Gutsbesitzerin aus der Umgegend, vor ihrer Familie und ihren Freunden in Szene gegangen.“ Nach erneuter Scheidung nahm sie wieder ihren Mädchennamen an und wanderte in die Schweiz aus, wo sie ihre Bücher veröffentlichte.
Am 28. Januar 1904 wurde sie wegen paranoider Störungen von der Basler Kantonspolizei in die Psychiatrische Anstalt Friedmatt eingewiesen. Während sie in der Schweiz weilte, ließ sie am 7. Juni 1905 der Königliche Erste Staatsanwalt in Neisse unter Angabe einer ausführlichen Personenbeschreibung steckbrieflich suchen, „da Untersuchungshaft wegen Hausfriedensbruchs und Beleidigung verhängt“ sei. Am 18. September 1905 wurde sie „von zwei Wächterinnen begleitet in einem verschlossenen Eisenbahnabteil in Lörrach über die Reichsgrenze gebracht und der dortigen Armenverwaltung übergeben.“

## Werke
- Glücklicher Zufall Nr. 333. Original-Lustspiel in einem Act. Wien 1885
- Kurirt. Lustspiel in einem Act von Emily Elisabeth Schlarbaum. Selbstverlag der Verfasserin, Breslau 1887
- Ein Weihnachtsabend in England. Familien-Gemälde in 1 Act von Emily Elisabeth Schlarbaum. Selbstverlag der Verfasserin, Breslau 1887
- Regina Bertolina. Drama. Schmidt, Zürich 1902
- Seine Madonna. Sittengemälde in 4 Aufzügen und 5 Bildern. Schmidt, Zürich 1902

## Belletristik
- Felix Lützkendorf: Die schöne Gräfin Wedel : Roman einer Liebe in Preussen. Schneekluth, München 1974, ISBN 3-7951-0280-4 bzw. Rowohlt,	Reinbek bei Hamburg 1977, ISBN 	978-3-499-14043-3 und Verlag Vierunddreissig, München 1982, ISBN 978-3-88406-026-1.